# Phil Hartman
Philip Edward (Phil) Hartman (Brantford (Ontario, Canada), 24 september 1948 – Los Angeles (Californië, Verenigde Staten), 28 mei 1998) was een Canadees-Amerikaans (stem)acteur, komiek, scenarioschrijver en grafisch ontwerper die in Amerika grote bekendheid verwierf als artiest bij de sketch-comedyshow Saturday Night Live.

## Biografie
Philip Edward Hartmann was de vierde van acht kinderen van Rupert en Doris Hartmann. Op latere leeftijd liet hij de laatste n in zijn achternaam vallen. Op tienjarige leeftijd vertrok Hartman met zijn familie naar Amerika, waar hij het grootste gedeelte van zijn jeugd doorbracht in Connecticut en Zuid-Californië. Begin jaren negentig verkreeg hij het Amerikaans staatsburgerschap. Hij bezocht wel vaak zijn geboorteland en in zijn geboorteplaats is een herdenkingsplaat geplaatst ter ere van zijn carrière en ter nagedachtenis.

### Carrière
Hartman studeerde oorspronkelijk grafische kunst op de California State University - Northridge en heeft albumhoezen ontworpen voor artiesten als Crosby, Stills, Nash and Young en Poco. In 1975 begon Hartman bij The Groundlings, een komediegezelschap. Hier werkte hij samen met onder anderen Paul Reubens en Jon Lovitz, met wie hij goed bevriend werd. Samen met Reubens creëerde hij het personage Pee Wee Herman.
In 1986 kwam Hartman bij Saturday Night Live, waaraan hij tot 1994 bleef meewerken; een recordaantal van acht seizoenen. In deze satirische show speelde hij de rol van Frank Sinatra, Bill Clinton, Ronald Reagan, Barbara Bush en vele anderen.
In 1995 kwam hij terecht in de goed ontvangen sitcom NewsRadio bij NBC. Hij speelde hierin de verwaande radiojournalist Bill McNeal, een rol die hij tot aan zijn dood vertolkte. Na zijn overlijden werd zijn plaats ingenomen door zijn goede vriend Jon Lovitz. Deze kon niet verhinderen dat de kijk- en waarderingscijfers daalden en de show hield in 1999 op.
Verder was Hartman bekend van reclame- en tekenfilms, waarvoor hij zijn stem uitleende. Hij was een vaste stemacteur bij de animatieserie The Simpsons, waarin hij de rollen van Troy McClure en Lionel Hutz van 1991 tot zijn overlijden op zich nam. Hij speelde in verschillende films, zoals Coneheads (1993) met Dan Aykroyd, Jingle All the Way (1996) met Arnold Schwarzenegger en Small Soldiers (1998), zijn laatste film, met Kirsten Dunst.
In 2014 kreeg Hartman postuum een ster op de Hollywood Walk of Fame.

### Dood
Op 28 mei 1998 werd Hartman na een echtelijke ruzie door zijn echtgenote Brynn Hartman in zijn slaap doodgeschoten. Zij schoot hem in zijn onderarm, nek en hoofd, verliet daarop hun huis in Encino (een buitenwijk van Los Angeles) en kwam terug met een kennis om het lichaam te laten zien. Toen de kennis de hulpdiensten wilde alarmeren, sloot Brynn Hartman zich op in de slaapkamer en pleegde zelfmoord. Later bleek zij sporen in het lichaam te hebben van alcohol, cocaïne en een antidepressiemiddel (Zoloft). Hartman en zijn vrouw lieten twee jonge kinderen achter. Phil Hartman werd 49 jaar oud.
Op 4 juni 1998 werd de as van Phil Hartman, samen met die van zijn vrouw, overeenkomstig zijn testament verspreid op het eiland Catalina voor de kust van Californië.
- Biblioteca Nacional de España: XX1260335
- Bibliothèque nationale de France: cb14037087x (data)
- Gemeinsame Normdatei: 1029690790
- International Standard Name Identifier: 0000 0001 1569 9115
- Library of Congress Control Number: no95035432
- MusicBrainz: e2cb547d-9a73-4348-888f-d2a99d5edc60
- Système universitaire de documentation: 082203288
- Virtual International Authority File: 49423494
- WorldCat: E39PBJxWWHqGqMX6BMqWcr9hpP